# Mostafa Shebeita
Mostafa Shebeita (tiếng Ả Rập: مصطفى شبيطة) (sinh ngày 10 tháng 5 năm 1986) là một tiền vệ bóng đá người Ai Cập hiện tại thi đấu cho Wadi Degla.

## Sự nghiệp

### Mùa giải 2009/2010
Shebeita có tên trong đội hình của Al Ahly một cách đầy bất ngờ khi có tin rằng anh sẽ đến Etisalat. Shebeita ghi bàn thắng đầu tiên cho Al Ahly vào lưới Wydad Casablanca từ chấm phạt đền trong trận đấu trước mùa giải. Shebeita ghi bàn thắng đầu tiên tại giải vô địch cho Al Ahly vào lưới Ismaily SC. Anh được lựa chọn vào đội hình sơ loại của Ai Cập tham dự Cúp bóng đá châu Phi 2010  nhưng không có mặt trong danh sách 23 cầu thủ chính thức.

### Mùa giải 2010/2011
Mostafa ghi một bàn thắng cho Wadi Degla FC trong trận đấu với El Gouna FC, đó là bàn thắng thứ hai trong chiến thắng 3-1.